# Polietes major
Polietes major är en tvåvingeart som först beskrevs av Ringdahl 1926.  Polietes major ingår i släktet Polietes och familjen husflugor. Arten är reproducerande i Sverige. Inga underarter finns listade i Catalogue of Life.